# 뿌리혹박테리아
뿌리혹박테리아(leguminous bacteria) 또는 근립균(根粒菌)는 리조비움속(Rhizobium)에 속하는 그람 음성균 토양 세균이다. 근류균이라고도 한다. 콩과 공생(혹은 기생)하며 공기중의 질소를 고정하는 질소고정세균(Diazotroph)이며 뿌리에 작은 혹으로 존재하는 세균을 뿌리혹박테리아 다른 이름으로는 뿌리혹세균(근류균)이라고도 한다.

## 개요
콩과 식물의 뿌리에 뿌리혹을 만들어 식물과 공생하면서 공기중의 질소를 고정하는 세균이다. 이 세균이 콩과식물에 질소 화합물을 공급하면 콩과 식물은 탄소와 그 밖의 세균의 증식물질을 공급한다.
뿌리혹은 1년생 뿌리혹과 여러해살이 뿌리혹이 있으며, 기생되는 식물의 종류에 따라 각각 특유한 외형과 구조를 가지고 있다. 뿌리혹박테리아의 종류는 박테리아가 기생하는 콩과식물의 종류에 따라 다르다.
1888년 네덜란드의 M. W. 바이에링크가 이 균을 순수하게 분리하였을 당시에는 이 균은 단지 1종으로 생각되었으나 현재는 완두 속에 기생하는 것, 까치콩 속에 기생하는 것, 전동싸리 속에 기생하는 것, 개미자리 속에 기생하는 것, 콩 속에 기생하는 것 등 7종이 알려져 있다.
뿌리혹박테리아는 초기의 세균에서는 간상균 외에 가지 모양의 가균태(假菌態)로 존재하다가 후기가 되면 공포(空胞)가 생기거나 소구상·난형성이 되어 형태가 매우 변화한다. 0 ~ 50℃에서 생육이 가능하고, 20 ~ 28℃에서 가장 잘 발육한다. 토양 속에서 오랫동안 생존하며 pH 5.4 ~ 6.8의 토양이 가장 적합하다. 호기성이므로 토양 표층부에 많고, 뿌리혹도 기생식물의 표토부분에 많이 착생한다.